# エイミー・アダムス
エイミー・ルー・アダムス（Amy Lou Adams, 1974年8月20日 - ）は、アメリカ合衆国出身の女優。
2022年現在、アカデミー主演女優賞に1度、助演女優賞に5度ノミネートされている。アカデミー賞ノミネート作は『Junebug』『ダウト〜あるカトリック学校で〜』『ザ・ファイター』『ザ・マスター』『アメリカン・ハッスル』『バイス』。2017年、ハリウッド・ウォーク・オブ・フェームに名が刻まれる。

## 生い立ち
アメリカ陸軍の軍人だった父親の赴任地であるイタリア・ヴィチェンツァで生まれ、コロラド州キャッスルロックで育つ。11歳のときに両親が離婚。
高校時代は学校のコーラスに参加したり、地元のダンス・カンパニーでバレエを習っていた。しかし高校卒業後にバレリーナとしての夢を断念し、GAPの店員やフーターズのウェイトレスなどをしていた。その後エンターテイメント・レストランでダンサーとして働くようになる。

## キャリア
1999年に『わたしが美しくなった100の秘密』のオーディションに合格して映画デビューした。その後はしばらくテレビドラマのゲスト出演や映画の端役が続いたが、2002年にスティーヴン・スピルバーグが見せた彼女の映像がレオナルド・ディカプリオの目に留まったことがきっかけで長編大作『キャッチ・ミー・イフ・ユー・キャン』に出演。ディカプリオの恋人役という大きな役であったが、さほど注目されず、まだこの時点では、よほどの映画通でなければ知らない無名女優の一人であった。
転機となったのは2005年の『Junebug』である。撮影期間21日という低予算のインディペンデント映画でありながら、イノセントな妊婦を演じたアダムスの演技は評論家たちから高く評価され、全米映画批評家協会賞、クリティクス・チョイス・アワード、インディペンデント・スピリット賞といった名誉ある賞を数多く獲得。さらに自身初となるアカデミー賞に助演女優賞でノミネートされる。受賞は逃したものの突如現れた新星としてブレイクを果たしオファーが殺到する。

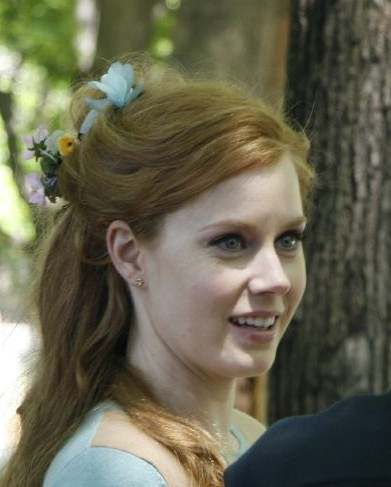
代表作『魔法にかけられて』の撮影中

もう一つの転機は2007年公開のディズニー映画『魔法にかけられて』である。本作では『Junebug』未公開の時点で実施されたオーディションで選出され、おとぎ話の世界から21世紀のニューヨークへ迷い込む主人公を、実写と声優の両方で演じる。自身初のミュージカル映画出演となった本作は世界中でヒットし、第34回サターン主演女優賞を受賞、ゴールデングローブ賞 主演女優賞 (ミュージカル・コメディ部門)にノミネートされ、世界的に知名度を高める。
2008年公開の、トニー賞・ピューリッツアー賞受賞舞台劇を映画化した『ダウト〜あるカトリック学校で〜』では、メリル・ストリープとフィリップ・シーモア・ホフマンとともに主要人物を演じ、2度目のアカデミー助演女優賞にノミネート。2010年公開の『ザ・ファイター』では『Junebug』に並ぶ高い評価を得、5つの賞を受賞したほか、3度目のアカデミー助演女優賞を含めた19の賞にノミネートされる。
2011年の『ザ・マペッツ』で『魔法にかけられて』以来のディズニー映画およびミュージカル映画出演を果たし、コミカルな演技と歌とダンスを披露。その翌年にはポール・トーマス・アンダーソン監督作品『ザ・マスター』で新興宗教教祖の妻を演じ、4度目のアカデミー助演女優賞にノミネート。
2013年にDCEUより公開された『スーパーマン』シリーズ『マン・オブ・スティール』にクラーク・ケントことスーパーマンの恋人ロイス・レーン役で出演。これ以降、DCEU作品において専属でロイス役を演じている。
また、同年公開の『アメリカン・ハッスル』では、クリスチャン・ベール演じる詐欺師の愛人兼ビジネスパートナーの女詐欺師シドニー・プロッサー役を演じ、ゴールデングローブ賞 主演女優賞 (ミュージカル・コメディ部門)を受賞したほか、初のアカデミー主演女優賞ノミネートを果たす。
2014年公開のティム・バートン監督作品『ビッグ・アイズ』で第72回ゴールデングローブ賞の主演女優賞（ミュージカル・コメディ部門）を2年連続で受賞。
2017年1月11日、ハリウッド・ウォーク・オブ・フェームに2598番目のスターとして名前が刻まれる。式典には夫のダレン・レガロ、娘のアヴィアーナ、出演作『メッセージ』のドゥニ・ヴィルヌーヴ監督と共演のジェレミー・レナーが同席した。同年には映画界に大きく貢献した人物に贈られる、第31回『アメリカン・シネマテーク・アワード』を受賞。
2018年公開の『バイス』で元アメリカ合衆国副大統領のディック・チェイニーの妻リン・チェイニーを演じ、5度目のアカデミー助演女優賞にノミネート。
2022年、『魔法にかけられて』15年ぶりの続編『魔法にかけられて2』に主演、Disney+にて配信されている。

## 私生活
2008年7月に俳優のダレン・レガロと婚約、2015年に結婚。2010年5月15日に女児（アヴィアーナ・オリア・レガロ）を出産。

## 主な出演作品

### 映画
| 公開年 | 邦題 原題                                                                        | 役名                                 | 備考 | 吹き替え           |
| ------ | -------------------------------------------------------------------------------- | ------------------------------------ | --- | ------------------ |
| 1999   | わたしが美しくなった100の秘密 Drop Dead Gorgeous                                 | レスリー・ミラー                     | |                    |
| 2000   | サイコ・ビーチ・パーティ Psycho Beach Party                                      | マーヴェル・アン                     | |                    |
| 2000   | The Chromium Hook                                                                | ジル                                 | 短編映画 | N/A                |
| 2000   | クルーエル・インテンションズ2 Cruel Intentions 2                                 | キャスリン・メルトゥイユ             | | 中村千絵           |
| 2002   | The Slaughter Rule                                                               | ドリーン                             | | N/A                |
| 2002   | Pumpkin                                                                          | アレックス                           | | N/A                |
| 2002   | エリザベス・ハーレーの明るい離婚計画 Serving Sara                                | ケイト                               | | 岡寛恵             |
| 2002   | キャッチ・ミー・イフ・ユー・キャン Catch Me If You Can                           | ブレンダ・ストロング                 | | 落合るみ           |
| 2004   | The Last Run                                                                     | アレクシス                           | | N/A                |
| 2005   | ウエディング・デイト The Wedding Date                                            | エミー・エリス                       | |                    |
| 2005   | Junebug                                                                          | アシュリ・ジョンスタイン             | アカデミー賞助演女優賞ノミネート 全米映画俳優組合賞 助演女優賞ノミネート クリティクス・チョイス・アワード助演女優賞受賞 全米映画批評家協会賞助演女優賞受賞 インディペンデント・スピリット賞 助演女優賞受賞 ワシントンD.C.映画批評家協会賞助演女優賞受賞 フロリダ映画批評家協会賞助演女優賞受賞 ニューヨーク映画批評家オンライン賞助演女優賞受賞 サウスイースタン映画批評家協会賞助演女優賞受賞 サンフランシスコ映画批評家協会賞助演女優賞受賞 バンクーバー映画批評家協会賞助演女優賞受賞 サンダンス映画祭審査員特別賞受賞 | N/A                |
| 2005   | エイミー・アダムス in ナイト・ビフォア・ウェディング Standing Still              | エリーズ                             | |                    |
| 2006   | Pennies                                                                          | シャーロット・ブラウン               | 短編映画 | N/A                |
| 2006   | Moonlight Serenade                                                               | クロエ                               | | N/A                |
| 2006   | テネイシャスD 運命のピックをさがせ! Tenacious D in The Pick of Destiny           | ゴージャスな女性                     | |                    |
| 2006   | タラデガ・ナイト オーバルの狼 Talladega Nights: The Ballad of Ricky Bobby        | スーザン                             | |                    |
| 2007   | The Ex                                                                           | アビー・マーチ                       | | N/A                |
| 2007   | 鉄ワン・アンダードッグ Underdog                                                  | “スウィート”・ポリー・ピュアブレッド | 声の出演 | 桑島法子           |
| 2007   | 魔法にかけられて Enchanted                                                       | ジゼル                               | ゴールデングローブ賞 主演女優賞 (ミュージカル・コメディ部門) ノミネート サターン賞主演女優賞受賞 | 木村聡子           |
| 2007   | チャーリー・ウィルソンズ・ウォー Charlie Wilson's War                            | ボニー・バック                       | | 花村さやか         |
| 2008   | ペティグルーさんの運命の1日 Miss Pettigrew Lives for a Day                       | デリシア・ラフォッセ                 | |                    |
| 2008   | ダウト〜あるカトリック学校で〜 Doubt                                             | シスター・ジェイムズ                 | アカデミー助演女優賞ノミネート 英国アカデミー賞 助演女優賞ノミネート ゴールデングローブ賞 助演女優賞ノミネート 全米映画俳優組合賞 助演女優賞ノミネート クリティクス・チョイス・アワード助演女優賞ノミネート ノーステキサス映画批評家協会賞助演女優賞受賞 | 桑島法子           |
| 2009   | サンシャイン・クリーニング Sunshine Cleaning                                     | ローズ・ローコウスキ                 | | 八十川真由野       |
| 2009   | ナイト ミュージアム2 Night at the Museum 2: Battle of the Smithsonian            | アメリア・イアハート                 | | 佐古真弓           |
| 2009   | ジュリー&ジュリア Julie & Julia                                                  | ジュリー・パウエル                   | | 幸田夏穂           |
| 2010   | リープ・イヤー うるう年のプロポーズ Leap Year                                    | アンナ                               | |                    |
| 2010   | ザ・ファイター The Fighter                                                       | シャーレイン                         | アカデミー賞助演女優賞ノミネート 英国アカデミー賞 助演女優賞ノミネート ゴールデングローブ賞 助演女優賞ノミネート 全米映画俳優組合賞 助演女優賞ノミネート クリティクス・チョイス・アワード助演女優賞ノミネート ラスベガス映画批評家協会賞助演女優賞受賞 デトロイト映画批評家協会賞助演女優賞受賞 | 大原さやか         |
| 2011   | ザ・マペッツ The Muppets                                                         | メアリー                             | | 木村聡子           |
| 2012   | オン・ザ・ロード On the Road                                                     | ジェーン                             | | （吹き替え版なし） |
| 2012   | ザ・マスター The Master                                                          | マリー・スー・ドッド                 | アカデミー賞助演女優賞ノミネート 英国アカデミー賞 助演女優賞ノミネート ゴールデングローブ賞 助演女優賞ノミネート クリティクス・チョイス・アワード助演女優賞ノミネート ロサンゼルス映画批評家協会賞助演女優賞受賞 全米映画批評家協会賞 助演女優賞受賞 シカゴ映画批評家協会賞助演女優賞受賞 バンクーバー映画批評家協会賞受賞 | 落合るみ           |
| 2012   | 人生の特等席 Trouble with the Curve                                              | ミッキー・ロベル                     | | 中村千絵           |
| 2013   | マン・オブ・スティール Man of Steel                                              | ロイス・レイン                       | | 中村千絵           |
| 2013   | アメリカン・ハッスル American Hustle                                             | シドニー・プロッサー                 | アカデミー賞主演女優賞ノミネート 英国アカデミー賞 主演女優賞ノミネート ゴールデングローブ賞 主演女優賞 (ミュージカル・コメディ部門)受賞 ニューヨーク映画批評家協会賞主演女優賞次点 | 中村千絵           |
| 2013   | her/世界でひとつの彼女 Her                                                       | エイミー                             | | 園崎未恵           |
| 2014   | Lullaby                                                                          | エミリー                             | | N/A                |
| 2014   | ビッグ・アイズ Big Eyes                                                          | マーガレット・キーン                 | 英国アカデミー賞 主演女優賞ノミネート ゴールデングローブ賞 主演女優賞 (ミュージカル・コメディ部門)受賞 | 松本梨香           |
| 2016   | バットマン vs スーパーマン ジャスティスの誕生 Batman v Superman: Dawn of Justice | ロイス・レイン                       | | 中村千絵           |
| 2016   | メッセージ Arrival                                                               | ルイーズ・バンクス博士               | ゴールデングローブ賞 主演女優賞 (ドラマ部門)ノミネート | 中村千絵           |
| 2016   | ノクターナル・アニマルズ Nocturnal Animals                                       | スーザン・モロー                     | | 中村千絵           |
| 2017   | ジャスティス・リーグ Justice League                                              | ロイス・レイン                       | | 中村千絵           |
| 2018   | バイス Vice                                                                      | リン・チェイニー                     | アカデミー助演女優賞ノミネート 英国アカデミー賞 助演女優賞ノミネート ゴールデングローブ賞 助演女優賞ノミネート クリティクス・チョイス・アワード 助演女優賞ノミネート 全米映画俳優組合賞 助演女優賞ノミネート | 中村千絵           |
| 2020   | ヒルビリー・エレジー 郷愁の哀歌 Hillbilly Elegy                                  | ベヴ                                 | Netflixで配信 | （吹き替え版なし） |
| 2021   | ジャスティス・リーグ:ザック・スナイダーカット Zack Snyder's Justice League       | ロイス・レイン                       | | 中村千絵           |
| 2021   | ザ・ウーマン・イン・ザ・ウィンドウ The Woman in the Window                       | アナ・フォックス                     | Netflixで配信 | 中村千絵           |
| 2021   | ディア・エヴァン・ハンセン Dear Evan Hansen                                      | シンシア・マーフィー                 | | 中村千絵           |
| 2022   | 魔法にかけられて2 Disenchanted                                                   | ジゼル                               | Disney+ で配信 | 木村聡子           |
| 2024   | ナイトビッチ Night Bitch                                                         | 母親                                 | Disney+ で配信 |                    |
| TBA    | At the Sea                                                                       | Laura                                | ポストプロダクション |                    |
| TBA    | クララとお日さま Klara and the Sun                                               | クリシー                             | カズオ・イシグロ原作 |                    |

### テレビシリーズ
| 放映年 | 邦題 原題                                          | 役名                         | 備考                                             | 吹き替え           |
| ------ | -------------------------------------------------- | ---------------------------- | ------------------------------------------------ | ------------------ |
| 2000   | ザット'70sショー That '70s Show                    | ケイト・ピーターソン         | 第2シーズン第15話「Burning Down the House」      |                    |
| 2000   | チャームド〜魔女3姉妹 Charmed                      | マギー・マーフィー           | 第2シーズン第16話「対決! 黒の守護者」            |                    |
| 2000   | Zoe, Duncan, Jack & Jane                           | ディナ                       | 第2シーズン第9話「Tall, Dark and Duncan's Boss」 | N/A                |
| 2000   | Providence                                         | レベッカ・“ベッカ”・テイラー | 第3シーズン第3話「The Good Doctor」              | N/A                |
| 2000   | バフィー 〜恋する十字架〜 Buffy the Vampire Slayer | ベス・マックレイ             | 第5シーズン第6話「家族」                         |                    |
| 2001   | ヤング・スーパーマン Smallville                    | ジョディ・メルヴィル         | 第1シーズン第7話「恐怖のダイエット」             |                    |
| 2002   | ザ・ホワイトハウス The West Wing                   | キャシー                     | 計2話出演                                        |                    |
| 2004   | キング・オブ・ザ・ヒル King of the Hill            | マリリン / サンシャイン      | 計3話声のゲスト出演                              |                    |
| 2004   | Dr. Vegas                                          | アリス・                     | 計4話出演                                        | N/A                |
| 2006   | ジ・オフィス The Office                            | ケイティ                     | 計3話出演                                        | （吹き替え版なし） |
| 2017   | KIZU -傷- Sharp Objects                            | カミール・プリーカー         | 主演 全8話出演                                   | 佐古真弓           |
| TBA    | Cape Fear                                          | Anna Bowden                  | ミニシリーズ 兼製作総指揮                        |                    |

## 日本語吹き替え
多くの作品で中村千絵が吹き替えを担当している。
その他には木村聡子、桑島法子、落合るみ、佐古真弓が複数回吹き替えを担当している。